# Graptostylus dolosus
Graptostylus dolosus là một loài ruồi trong họ Asilidae. Graptostylus dolosus được Hull miêu tả năm 1962. Loài này phân bố ở vùng Tân nhiệt đới.